# فيرنر فون بيركن
فيرنر فون بيركن (8 فبراير 1897 - 29 فبراير 1976) جنرالًا في الفيرماخت ألمانيا النازية خلال الحرب العالمية الثانية الذي قاد العديد من الفرق. وقد حصل على وسام الفارس الصليبي الحديدي. استسلم بيركن للجيش الأحمر في 28 أبريل 1945 في فيستولا سبيت. أدين كمجرم حرب في الاتحاد السوفياتي، واحتجز حتى 10 أكتوبر 1955.

## الجوائز والأوسمة
- الصليب الحديدي (1914) الدرجة الثانية (12 مارس 1915) والدرجة الأولى (7 نوفمبر 1916) [1]
- شارة الجرح (1914) باللون الأبيض (29 ديسمبر 1918)
- صليب الشرف للحرب العالمية 1914/1918 (1 يناير 1935)
- وسام الفيرماخت للخدمة الطويلة من الدرجة الثانية (2 أكتوبر 1936)
- مشبك الصليب الحديدي (1939) الدرجة الثانية (24 أكتوبر 1939) والدرجة الأولى (25 يونيو 1941)
- ميدالية الجبهة الشرقية (4 أغسطس 1942)
- الصليب الألماني في الذهب في 1 يونيو 1944 بصفته الرائد وقائد 102. فرقة المشاة [2]
- وسام الفارس الصليبي الحديدي في 23 أكتوبر 1944 باعتباره جينيرال لوتنانت وقائد فرقة المشاة 102[3]

### اقتباسات
1. ↑  Thomas & Wegmann 1987, p. 398.
2. ↑  Patzwall & Scherzer 2001, p. 36.
3. ↑  Fellgiebel 2000, p. 110.

### قائمة المراجع
| مناصب عسكرية    | مناصب عسكرية                | مناصب عسكرية    |
| --------------- | --------------------------- | --------------- |
| سبقه {{{سبقه}}} | {{{العنوان}}} {{{الأعوام}}} | تبعه {{{تبعه}}} |